# Gézoncourt
Gézoncourt est une commune française située dans le département de Meurthe-et-Moselle en région Grand Est.

## Géographie

### Localisation
Gézoncourt est situé au nord est de la France entre Pont-à-Mousson et Nancy à proximité de Dieulouard, dans la vallée de l'Esch et la petite Suisse lorraine, dont les collines et les vallons se succèdent le long du ruisseau de Jezainville jusqu'à Martincourt.

Fig. 1 - Gezoncourt (ban communal).

D’après les données Corine Land Cover, le ban communal de 532 hectares comportait en 2011, 47,5 % de zones agricoles, 48.5 % de forêts, et 4% de prairies. Le territoire communal est arrosé par le ruisseau d'Esche sur 0,9 km.

### Communes limitrophes
| Mamey           | Montauville | Jezainville     |
| Minorville      | Gézoncourt  | Griscourt       |
| Domèvre-en-Haye | Rogéville   | Villers-en-Haye |

### Hydrographie

#### Réseau hydrographique
La commune est dans le bassin versant du Rhin au sein du bassin Rhin-Meuse. Elle est drainée par le ruisseau d'Esche,.
L'Esch, d'une longueur de 46 km, prend sa source dans la commune de Geville et se jette  dans la Moselle à Blénod-lès-Pont-à-Mousson, après avoir traversé 19 communes. Les caractéristiques hydrologiques de l'Esch sont données par la station hydrologique située sur la commune de Jezainville. Le débit moyen mensuel est de 1,38 m3/s. Le débit moyen journalier maximum est de 34,9 m3/s, atteint lors de la crue du 26 mai 1983. Le débit instantané maximal est quant à lui de 37,3 m3/s, atteint le même jour.

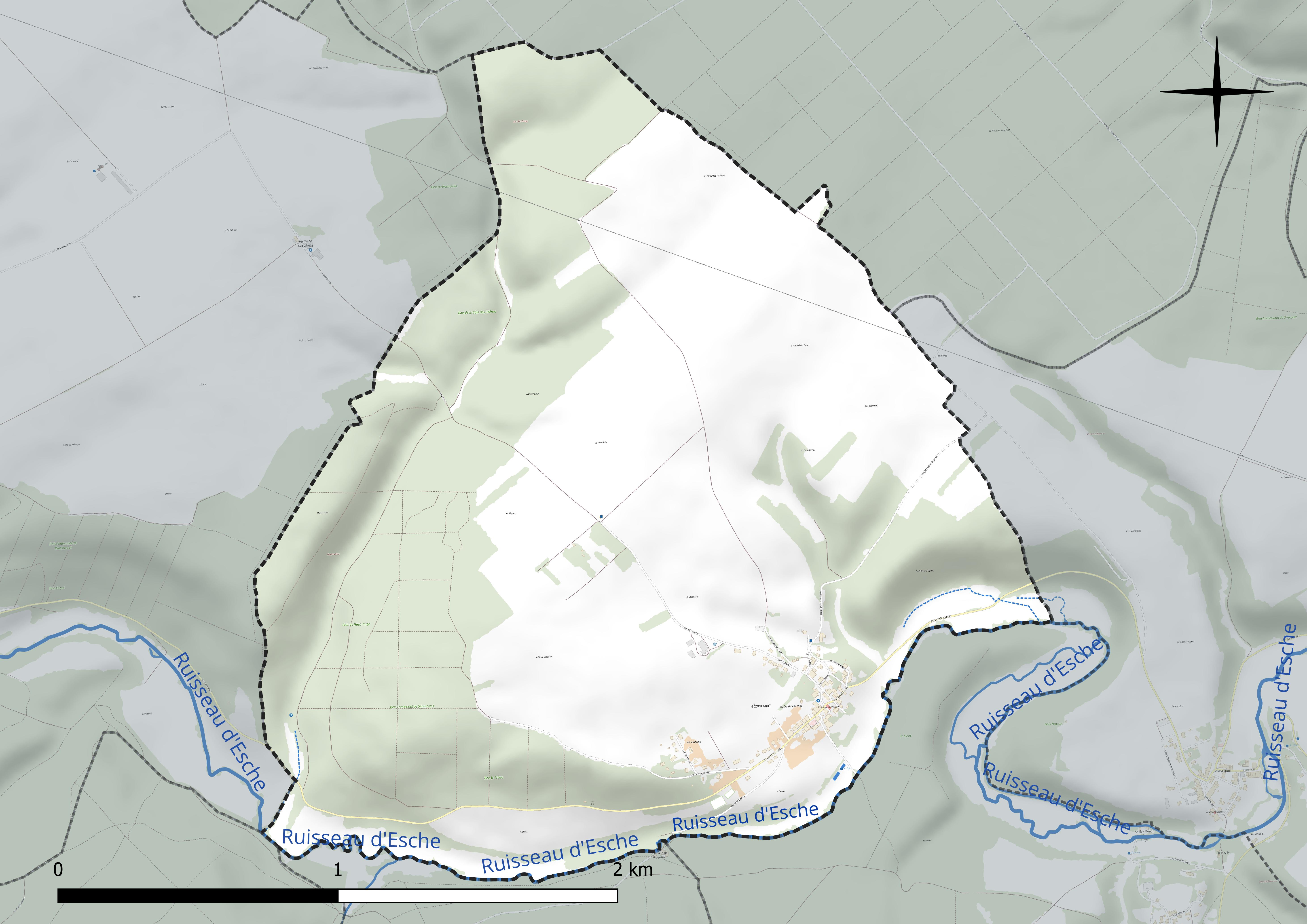
Réseau hydrographique de Gézoncourt.

#### Gestion et qualité des eaux
Le territoire communal est couvert par le schéma d'aménagement et de gestion des eaux (SAGE) « Rupt de Mad, Esch, Trey ». Ce document de planification concerne les bassins versants du Rupt de Mad, de l’Esch et du Trey. Le périmètre a été arrêté le 2 juin 2014, la commission locale de l'eau (CLE) a été créée le 20 juin 2017, puis modifiée le 26 mars 20210. La structure porteuse de l'élaboration et de la mise en œuvre est le Parc naturel régional de Lorraine. 
La qualité des cours d’eau peut être consultée sur un site dédié géré par les agences de l’eau et l’Agence française pour la biodiversité. 

### Climat
Pour des articles plus généraux, voir Climat du Grand Est et Climat de Meurthe-et-Moselle.
En 2010, le climat de la commune est de type climat des marges montargnardes, selon une étude du Centre national de la recherche scientifique s'appuyant sur une série de données couvrant la période 1971-2000. En 2020, Météo-France publie une typologie des climats de la France métropolitaine dans laquelle la commune est dans une zone de transition entre le climat océanique altéré et le climat océanique altéré et est dans la région climatique  Lorraine, plateau de Langres, Morvan, caractérisée par un hiver rude (1,5 °C), des vents modérés et des brouillards fréquents en automne et hiver. 
Pour la période 1971-2000, la température annuelle moyenne est de 9,6 °C, avec une amplitude thermique annuelle de 16,7 °C. Le cumul annuel moyen de précipitations est de 825 mm, avec 12,5 jours de précipitations en janvier et 8,7 jours en juillet. Pour la période 1991-2020, la température moyenne annuelle observée sur la station météorologique de Météo-France la plus proche, « Nonsard », sur la commune de Nonsard-Lamarche à 20 km à vol d'oiseau, est de 10,7 °C et le cumul annuel moyen de précipitations est de 690,8 mm. 
La température maximale relevée sur cette station est de 40,1 °C, atteinte le 25 juillet 2019 ; la température minimale est de −17 °C, atteinte le 1er mars 2005,,. 
Les paramètres climatiques de la commune ont été estimés pour le milieu du siècle (2041-2070) selon différents scénarios d'émission de gaz à effet de serre à partir des nouvelles projections climatiques de référence DRIAS-2020. Ils sont consultables sur un site dédié publié par Météo-France en novembre 2022.

## Urbanisme

### Typologie
Au 1er janvier 2024, Gézoncourt est catégorisée commune rurale à habitat dispersé, selon la nouvelle grille communale de densité à sept niveaux définie par l'Insee en 2022.
Elle est située hors unité urbaine. Par ailleurs la commune fait partie de l'aire d'attraction de Nancy, dont elle est une commune de la couronne,. Cette aire, qui regroupe 353 communes, est catégorisée dans les aires de 200 000 à moins de 700 000 habitants,.

### Occupation des sols
L'occupation des sols de la commune, telle qu'elle ressort de la base de données européenne d’occupation biophysique des sols Corine Land Cover (CLC), est marquée par l'importance des territoires agricoles (51,6 % en 2018), une proportion identique à celle de 1990 (51,6 %). La répartition détaillée en 2018 est la suivante : forêts (48,4 %), terres arables (41,1 %), zones agricoles hétérogènes (6,2 %), prairies (4,3 %). L'évolution de l’occupation des sols de la commune et de ses infrastructures peut être observée sur les différentes représentations cartographiques du territoire : la carte de Cassini (XVIIIe siècle), la carte d'état-major (1820-1866) et les cartes ou photos aériennes de l'IGN pour la période actuelle (1950 à aujourd'hui).

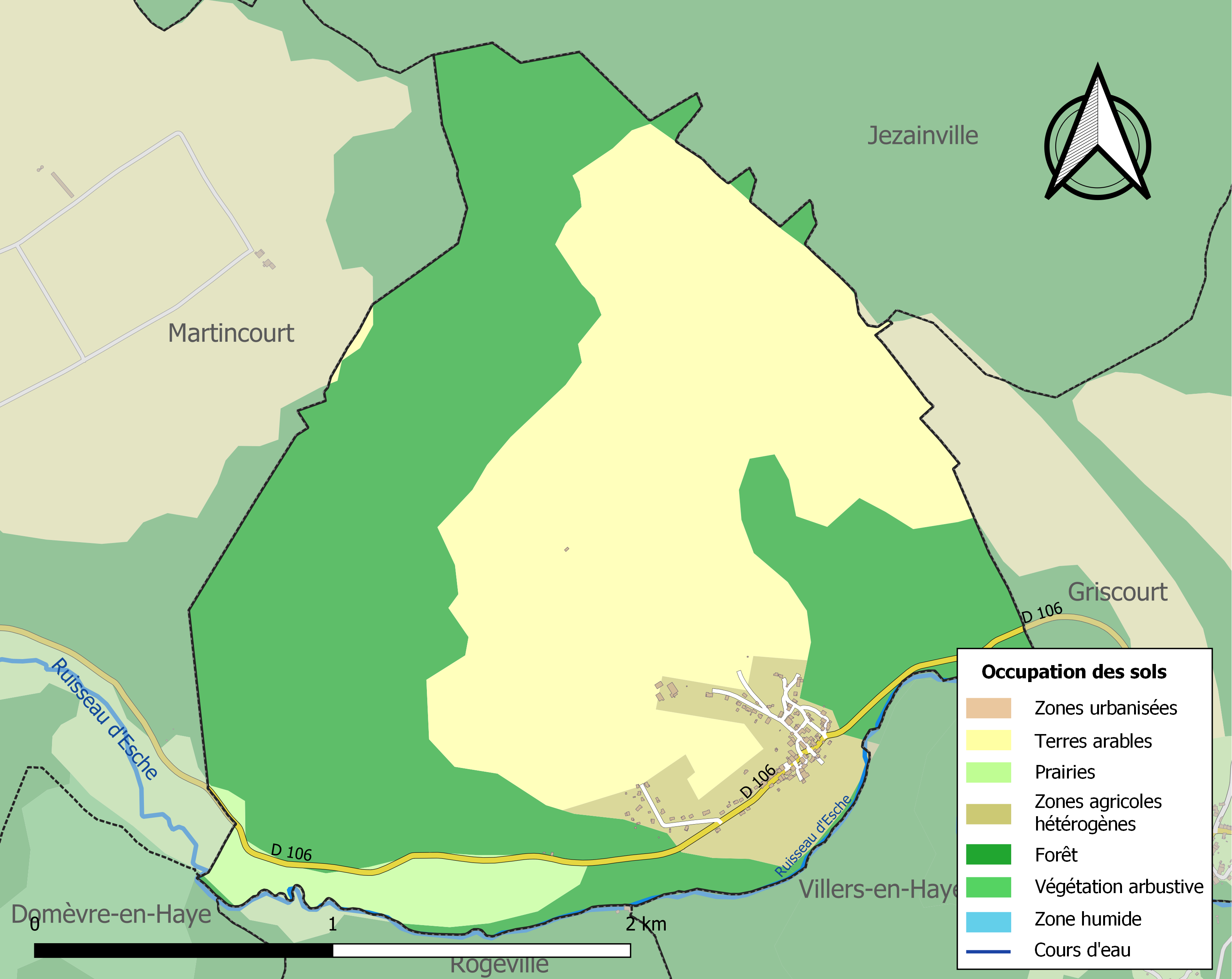
Carte des infrastructures et de l'occupation des sols de la commune en 2018 (CLC).

## Toponymie
Au cours de son histoire, le village a vu sa dénomination fluctuer : Gisencourt. 1188. H.L. II, c. 482 ; Gisoncourt, Gisoncuria. 1402. Registrum ; Jusoncourt. 1441. Domaine de Pont-à-Mousson ; Gisoncourt. 1498. Domaine de Pont-à-Mousson ; Gesoncourt. 1551. Domaine de Pont-à-Mousson ; Gisoncourt. 1708. État temporel des Paroisses ; Jesoncourt, Jesoniscuria. (forme latinisée) 1710. Pouillé du diocèse de Toul.
Le nom de Gézoncourt est formé sur le prénom d'origine dialectale germanique Giso(n) et le substantif cortem : le domaine de Giso.

## Histoire
M. Toussaint signale des substructions d'époque romaine au nord du village,.
H. Lepage reconnaît lui-même que les archives historiques et l'histoire sont pauvres sur la commune aussi parfois dénommée Gisoncourt. Toutefois, l'architecture de l'église (éléments du XIIIe siècle) semble indiquer une fondation à une époque assez reculée.
Selon lui, on ne possède d'autres documents, sur le village de Gezoncourt, que des actes de reprise ou des dénombrements donnés aux comtes de Bar, puis aux ducs de Lorraine, par les différents possesseurs de cette terre entre 1333 et 1620, mais une première citation de la chapelle en 1188 est fournie dans les archives de l'Église.
Le village a également dépendu du château de Pierrefort à Martincourt, voisin.

Pour les périodes antérieures à cette fondation médiévale, les répertoires et sources archéologiques citent des indices d'occupation ancienne dont :
« Sépultures nombreuses au Bois le prêtre. (Époque incertaine.) » Présence gallo-romaine.

## Politique et administration

### Liste des maires
Par arrêté préfectoral de la préfecture de la région Grand-Est en date du 9 décembre 2022, la commune de Gézoncourt a intégré l'arrondissement de Nancy au 1er janvier 2023.

## Population et société

### Démographie
L'évolution du nombre d'habitants est connue à travers les recensements de la population effectués dans la commune depuis 1793. Pour les communes de moins de 10 000 habitants, une enquête de recensement portant sur toute la population est réalisée tous les cinq ans, les populations de référence des années intermédiaires étant quant à elles estimées par interpolation ou extrapolation. Pour la commune, le premier recensement exhaustif entrant dans le cadre du nouveau dispositif a été réalisé en 2008.

En 2022, la commune comptait 183 habitants, en évolution de +3,98 % par rapport à 2016 (Meurthe-et-Moselle : −0,13 %, France hors Mayotte : +2,11 %).
| 1793 | 1800 | 1806 | 1821 | 1831 | 1836 | 1841 | 1846 | 1851 |
| ---- | ---- | ---- | ---- | ---- | ---- | ---- | ---- | ---- |
| 156  | 176  | 193  | 181  | 206  | 223  | 239  | 246  | 261  |

| 1856 | 1861 | 1872 | 1876 | 1881 | 1886 | 1891 | 1896 | 1901 |
| ---- | ---- | ---- | ---- | ---- | ---- | ---- | ---- | ---- |
| 244  | 238  | 193  | 191  | 201  | 189  | 184  | 157  | 143  |

| 1906 | 1911 | 1921 | 1926 | 1931 | 1936 | 1946 | 1954 | 1962 |
| ---- | ---- | ---- | ---- | ---- | ---- | ---- | ---- | ---- |
| 138  | 132  | 134  | 92   | 76   | 89   | 106  | 128  | 117  |

| 1968 | 1975 | 1982 | 1990 | 1999 | 2006 | 2008 | 2013 | 2018 |
| ---- | ---- | ---- | ---- | ---- | ---- | ---- | ---- | ---- |
| 99   | 107  | 112  | 134  | 132  | 161  | 169  | 170  | 178  |

| 2022 | - | - | - | - | - | - | - | - |
| ---- | - | - | - | - | - | - | - | - |
| 183  | - | - | - | - | - | - | - | - |

## Économie
Les historiens s'accordent à décrire une économie essentiellement agricole et peu viticole au XIXe siècle :
« Surf. territ.: 533 hect.; 361 en terres lab., 16 en prés, 11 en vignes, 108 en bois. »,

### Secteur primaire ouAgriculture
Le secteur primaire comprend, outre les exploitations agricoles et les élevages, les établissements liés à l’exploitation de la forêt et les pêcheurs.
D'après le recensement agricole 2010 du Ministère de l'agriculture (Agreste), la commune de Gézoncourt était majoritairement orientée sur la production de céréales et d'oléagineux sur une surface agricole utilisée d'environ 270 hectares (au-delà de la surface cultivable communale) stable depuis 1988 - Le cheptel en unité de gros bétail s'est réduit de 18 à zéro entre 1988 et 2010. Il n'y avait plus que 1 exploitations) agricoles ayant leur siège dans la commune employant 2 unités de travail.

## Culture locale et patrimoine

### Lieux et monuments
- Moulin de Villevaux[36].
- Lavoir et fontaine Saint-Lambert.
- Pré de la Tarte. Ce pré était, sous l'Ancien Régime, tenu par le curé pour le droit des premiers enfants qu'on baptisait après Pâques ou la Pentecôte[37].
- Église romane Saint-Lambert : nef et chevet XIe et XIIe siècles, chapelles latérales XVIe siècle, tour XIXe siècle[38], inscrite au titre des monuments historiques par arrêté du 29 octobre 1926[39].
- Croix de chemin dit de Saint-Lambert.

### Héraldique, logotype et devise
| Blason de Gézoncourt | Blason  | Parti, coupé d’azur au pal bretessé d’or chargé d’une vergette de sable, et d’argent à la croix engrêlée de gueules, parti de gueules à la crosse épiscopale d’or, accostée de deux épées d’argent la pointe en bas. |
| Blason de Gézoncourt | Détails | Sous l'Ancien Régime, Gézoncourt dépendait pour moitié du marquisat d’Heudicourt (le pal et la croix) et de la prévôté de Dieulouard (la crosse et les épées).                                                       |